# Natació als Jocs Olímpics d'estiu de 1920 - 100 metres lliures masculins

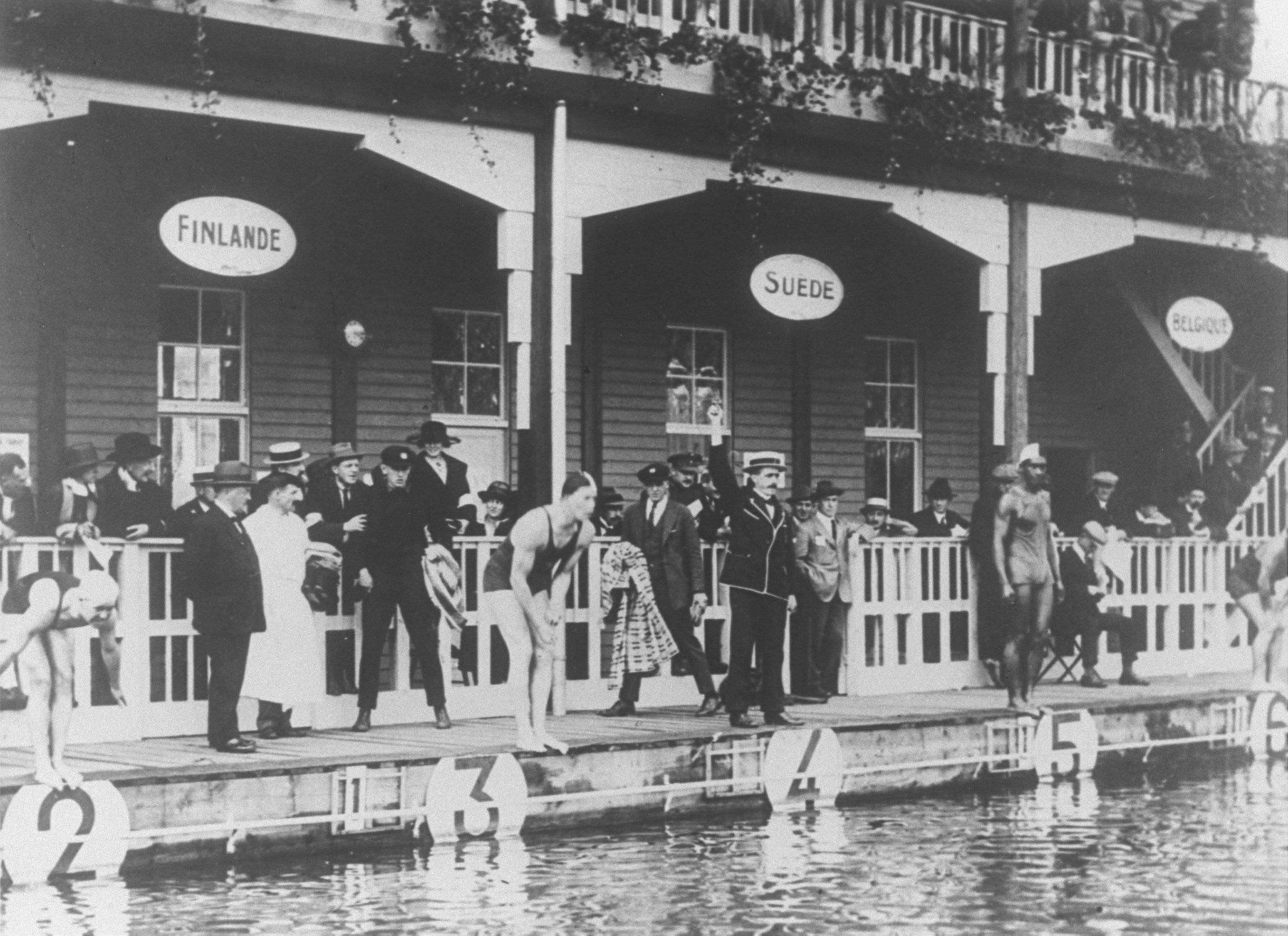
El vencedor Duke Kahanamoku a la línia 5.

Els 100 metres lliures masculins va ser una de les nou proves de natació que es disputaren als Jocs Olímpics d'Anvers de Anvers. Era la quarta vegada que es disputava aquesta prova en uns Jocs. La competició es disputà entre el 22 i el 29 d'agost de 1920. Hi van prendre part 31 nedadors procedents de 15 països.

## Medallistes
| Or                    | Plata             | Bronze                  |
| Duke Kahanamoku (USA) | Pua Kealoha (USA) | William Harris (USA)\|} |

## Rècords
Aquests eren els rècords del món i olímpic que hi havia abans de la celebració dels Jocs Olímpics de 1920.
| Rècord del Món | 1:01.4 | Duke Kahanamoku | Nova York (USA) | 9 d'agost de 1918   |
| Rècord Olímpic | 1:02.4 | Duke Kahanamoku | Estocolm (SWE)  | 7 de juliol de 1912 |

En la primera sèrie Duke Kahanamoku va establir un nou rècord olímpic amb un temps de 1:01.8 minuts. En la semifinal va igualar el rècord del món amb 1:01.4 minuts. En la final, que es va haver de disputar en dues ocasions, Kahanamoku va millorar el rècord del món en la primera, amb 1:00.4 minuts, mentre en la segona igualà el rècord del món vigent aleshores, de 1:01.4 minuts.

## Resultats

### Quarts de final
Els dos primers de cada sèrie i el millor tercer passen a semifinals.
Sèrie 1
| Posició | Nedador           | País          | Temps  | Qual. |
| ------- | ----------------- | ------------- | ------ | ----- |
| 1       | Duke Kahanamoku   | Estats Units  | 1:01.8 | Q OR  |
| 2       | Keith Kirkland    | Austràlia     | 1:08.0 | Q     |
| 3       | Jean van Silfhout | Països Baixos | 1:09.0 |       |
| 4       | Georges Pouilley  | França        |        |       |
| 5       | Albert Dickin     | Regne Unit    |        |       |

Sèrie 2
| Posició | Nedador              | País           | Temps  | Qual. |
| ------- | -------------------- | -------------- | ------ | ----- |
| 1       | Agostino Frassinetti | Itàlia         | 1'11"8 | Q     |
| 2       | Václav Bucháček      | Txecoslovàquia | 1'19"2 | Q     |
| 3       | Ângelo Gammaro       | Brasil         | 1'22"0 |       |
| 4       | Harold Annison       | Regne Unit     | ?      |       |

Sèrie 3
| Posició | Nedador             | País         | Temps  | Qual. |
| ------- | ------------------- | ------------ | ------ | ----- |
| 1       | Pua Kealoha         | Estats Units | 1'02"0 | Q     |
| 2       | Ivan Stedman        | Austràlia    | 1'04"2 | Q     |
| 3       | Henri Padou Sr.     | França       | 1'08"4 |       |
| 4       | Martial Van Schelle | Bèlgica      | ?      |       |
| 5       | Jean Jenni          | Suïssa       | ?      |       |
| 6       | Kenkichi Saito      | Japó         | ?      |       |

Sèrie 4
| Posició | Nedador          | País       | Temps  | Qual. |
| ------- | ---------------- | ---------- | ------ | ----- |
| 1       | George Vernot    | Canadà     | 1'05"2 | Q     |
| 2       | Harry Hay        | Austràlia  | 1'06"8 | Q     |
| 3       | Orvar Trolle     | Suècia     | 1'07"8 | Q     |
| 4       | Léon Pesch       | Luxemburg  | ?      |       |
| 5       | Leslie Savage    | Regne Unit | ?      |       |
| 6       | Orlando Amendola | Brasil     | ?      |       |
| 7       | Gérard Blitz     | Bèlgica    | ?      |       |

Sèrie 5
| Posició | Nedador        | País         | Temps  | Qual. |
| ------- | -------------- | ------------ | ------ | ----- |
| 1       | Norman Ross    | Estats Units | 1'04"4 | Q     |
| 2       | Billy Herald   | Austràlia    | 1'08"8 | Q     |
| 3       | Mario Massa    | Itàlia       | 1'10"4 |       |
| 4       | Rémi Weil      | França       | ?      |       |
| 5       | Masaren Uchida | Japó         | ?      |       |

Sèrie 6
| Posició | Nedador        | País          | Temps  | Qual. |
| ------- | -------------- | ------------- | ------ | ----- |
| 1       | William Harris | Estats Units  | 1'04"4 | Q     |
| 2       | Ko Korsten     | Països Baixos | 1'05"6 | Q     |
| 3       | John Dickin    | Regne Unit    | 1'10"0 |       |
| 4       | Alfred Steen   | Noruega       | ?      |       |

### Semifinals
Els dos primers de cada sèrie i el millor tercer passen a semifinals.
Semifinal 1
| Posició | Nedador              | País           | Temps  | Qual. |
| ------- | -------------------- | -------------- | ------ | ----- |
| 1       | Duke Kahanamoku      | Estats Units   | 1'01"4 | Q =WR |
| 2       | William Harris       | Estats Units   | 1'04"2 | Q     |
| 3       | George Vernot        | Canadà         | 1'05"8 |       |
| 4       | Agostino Frassinetti | Itàlia         | ?      |       |
| 5       | Václav Bucháček      | Txecoslovàquia | ?      |       |
| 6       | Harry Hay            | Austràlia      | ?      |       |

Semifinal 2
| Posició | Nedador        | País          | Temps  | Qual. |
| ------- | -------------- | ------------- | ------ | ----- |
| 1       | Pua Kealoha    | Estats Units  | 1'02"4 | Q     |
| 2       | Norman Ross    | Estats Units  | 1'04"8 | Q     |
| 3       | Billy Herald   | Austràlia     | 1'05"8 | Q     |
| 4       | Ivan Stedman   | Austràlia     | ?      |       |
| 5       | Orvar Trolle   | Suècia        | ?      |       |
| 6       | Keith Kirkland | Austràlia     | ?      |       |
| 7       | Ko Korsten     | Països Baixos | ?      |       |

### Final
En la primera final Norman Ross finalitzà en quarta posició i William Herald cinquè, però es va disputar una segona final per les protestes de Herald, que es queixà que Ross l'havia molestat. Ross no va córrer la segona final perquè fou desqualificat, però no hi hagué cap canvi en les tres primeres posicions.
| Posició | Nedador         | País         | Temps (1a) | Temps (2a) |
| ------- | --------------- | ------------ | ---------- | ---------- |
| 1       | Duke Kahanamoku | Estats Units | 1:00.4 WR  | 1:01.4 =WR |
| 2       | Pua Kealoha     | Estats Units | 1:02.2     | 1:02.6     |
| 3       | William Harris  | Estats Units | 1:03.2     | 1:03.0     |
| 4       | William Herald  | Austràlia    |            | 1:03.8     |
| —       | Norman Ross     | Estats Units | 1:03.8 DSQ | —          |